# Dynamine gisella

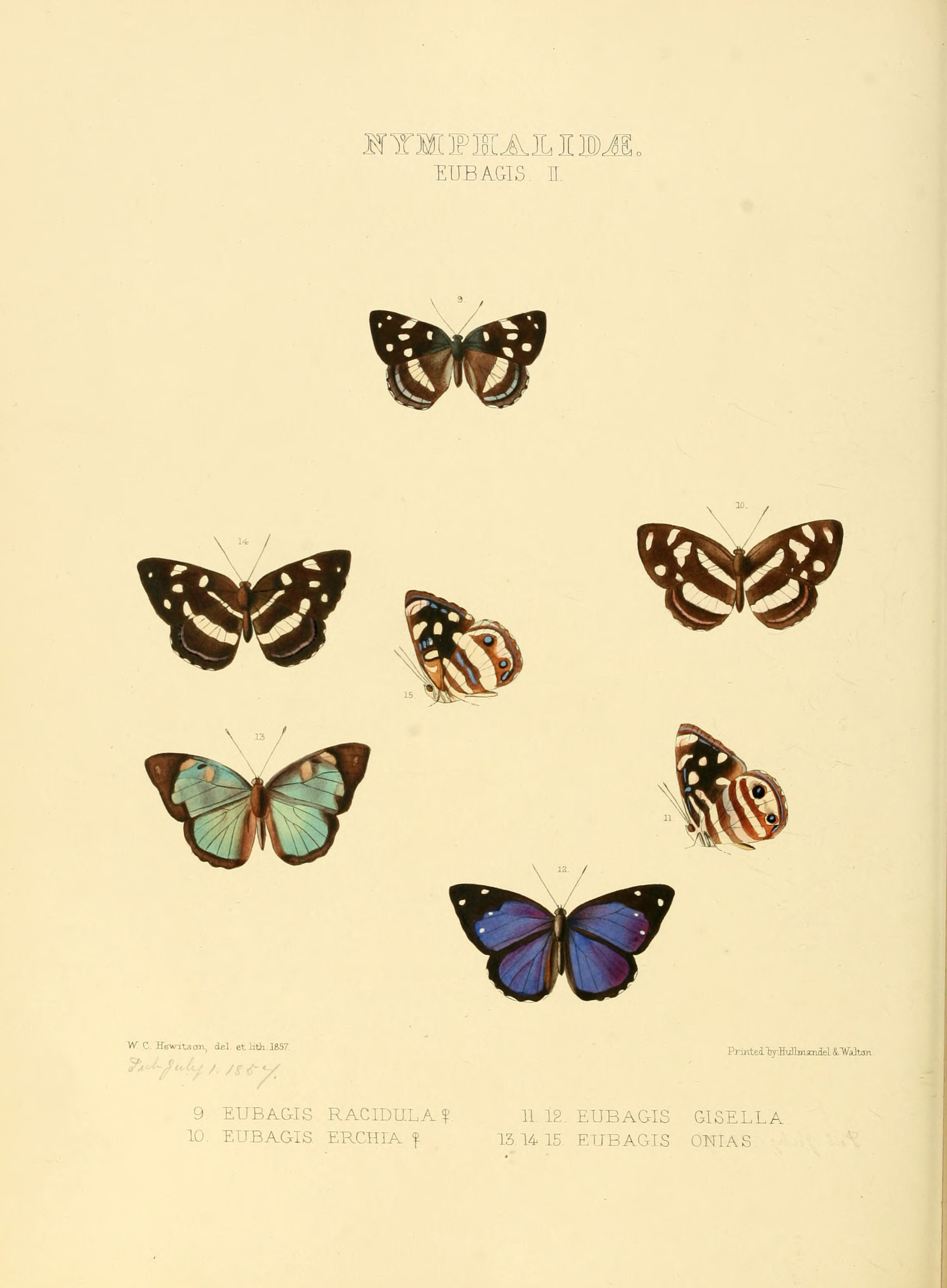
Illustration von William Chapman Hewitson von 1857
(Dynamine gisella ♂ unten rechts)

Dynamine gisella ist ein Schmetterling (Tagfalter) aus der Familie der Edelfalter (Nymphalidae).

## Merkmale

### Falter
Die durchschnittliche Flügelspannweite der Falter beträgt 1 8⁄10 inch (ca. 46 Millimeter). Zwischen den Geschlechtern besteht ein deutlicher Sexualdimorphismus. Die Flügeloberseiten der Männchen sind im Wesentlichen metallisch glänzend kobaltblau, nur am Apex der Vorderflügel sowie an den Säumen sind sie schwarzbraun gefärbt. In der Nähe des Apex heben sich zwei bis vier kleine weiße Flecke ab. Bei den Weibchen sind die Flügeloberseiten matt schwarzbraun gefärbt. Auf den Vorderflügeln heben sich sechs große weiße Flecke sowie eine kurze weiße Binde ab. Die Hinterflügel zeigen zwei deutliche weiße Querbinden sowie eine dünne, ebenfalls weiße Wellenlinie. Die Unterseiten der Flügel zeigen bei beiden Geschlechtern auffällige Muster, die auf der dunkelbraunen Vorderflügelunterseite einige große weiße sowie sehr kleine blaue Flecke enthält. Die Hinterflügelunterseiten zeigen abwechselnd rotbraune und cremig weiße Streifen sowie dunkle, blau gekernte Augenflecke in der Submarginalregion.

### Raupe, Puppe
Ausgewachsene Raupen sind schneckenförmig und mit winzigen Stachelrosetten auf dem Rücken bestückt. Die Puppe ist grünlich mit zwei Spitzen am Kopf und einer ausgeprägten Rückenzeichnung. Sie ist als Stürzpuppe ausgebildet.

## Verbreitung und Vorkommen
Das Verbreitungsgebiet der Art erstreckt sich durch Panama sowie das Amazonasbecken in Kolumbien, Peru, Bolivien und Brasilien. Dynamine gisella besiedelt bevorzugt tropische Regenwälder in Höhenlagen zwischen 200 und 1000 Metern.

## Lebensweise
Die Falter sind nur bei heißem Sonnenschein aktiv und fliegen gerne an sonnigen Waldwegen entlang. Am Nachmittag besuchen die Männchen vielfach feuchte Bodenflächen, um Feuchtigkeit aufzunehmen. Detaillierte Angaben zur Lebensweise der Art liegen derzeit nicht vor.

## Trivia
Belegexemplare der Falter, die der Lepidopterologe und Offizier Arnold Schultze 1922 gesammelt hatte, fanden sich in einem in Kolumbien aufgegebenen Koffer und befinden sich heute im Naturkundemuseum in Berlin.